# Suasa

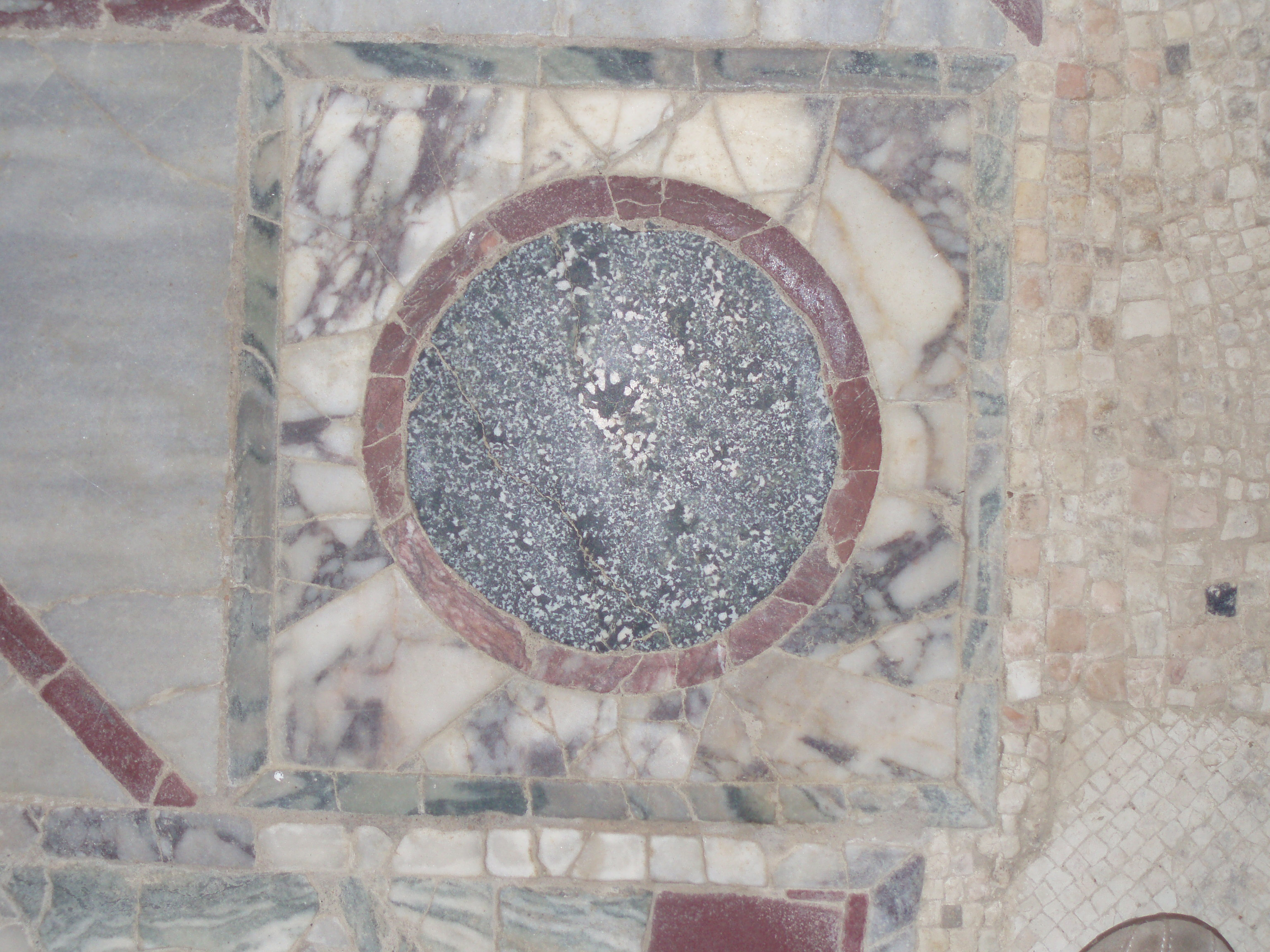
Mozaïek in de Domus del Coiedii (Suasa)

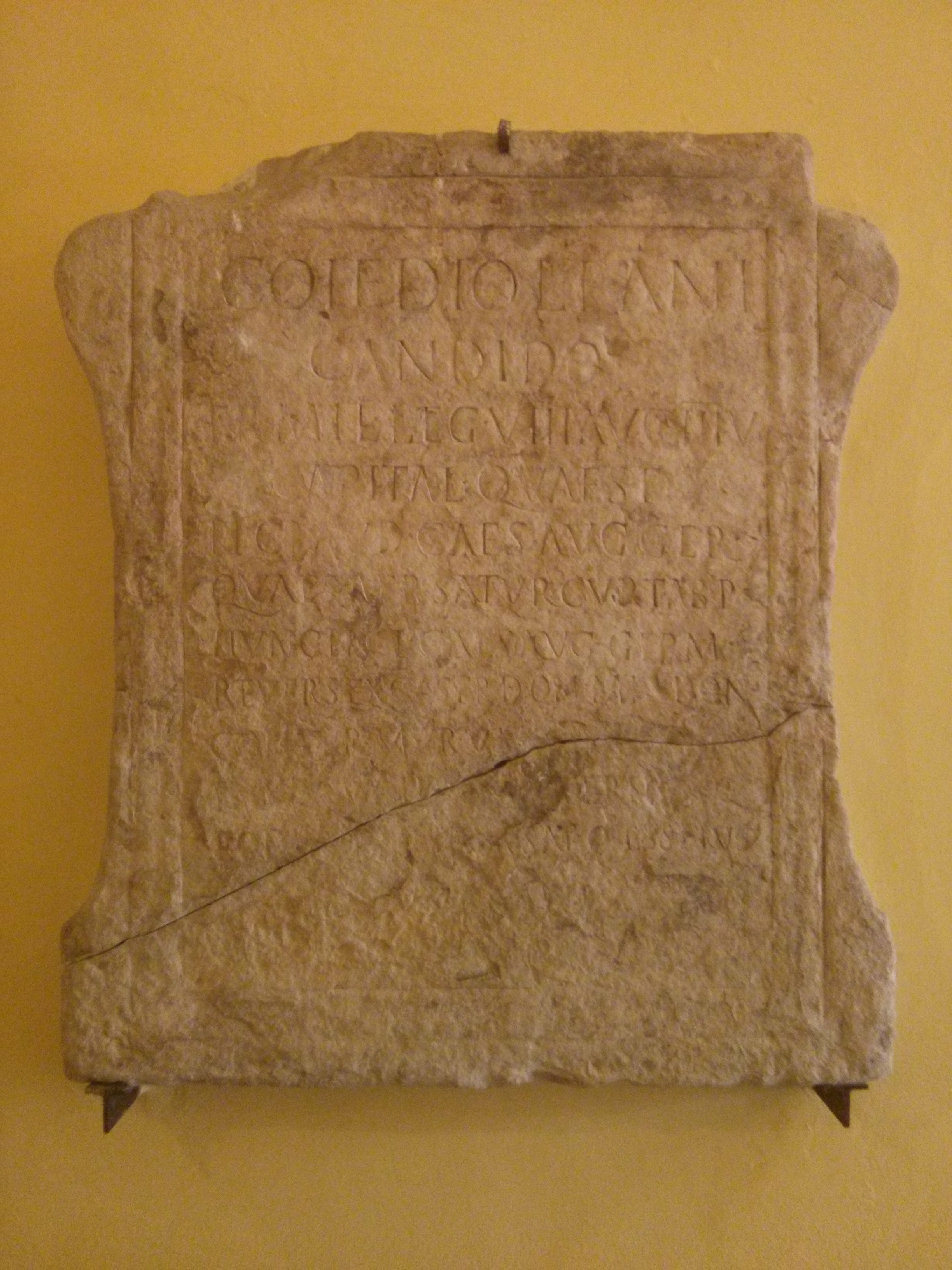
Romeinse inscripties uit Suasa

Suasa was een Romeinse stad (3e eeuw v.Chr. – 7e eeuw n.Chr.) in Midden-Italië, gelegen in de gemeente Castelleone di Suasa (regio Le Marche).

## Historiek
De eerste nederzetting in Suasa dateert van Griekse kolonisten in Midden-Italië, zoals op basis van opgravingen in Suasa is vastgesteld. 
Na de slag der Naties (295 v.Chr.), ook Slag bij Sentinum genoemd, waren de Romeinen meester over Midden-Italië. In de nabijheid van het slagveld Sentinum bouwden zij een handelsstad, Suasa. Aanvankelijk was deze plek gekozen als (klein) fort van Romeinse troepen in de nabijheid van het slagveld Sentinum. Suasa ligt in een verbreding van de vallei waar de rivier Cesano stroomt richting Adriatische Zee. De verbreding in de vallei wordt genoemd Pian Volpello. Zowel de rivier Cesano als Suasa hebben dezelfde etymologische stam: Suasanus en Suasa. Eigenlijk zegt de naam van de rivier niets meer dan dan het de rivier van de stad Suasa is. Suasa werd een handelsstad in de Ager Gallicus, het overgangsgebied tussen Gallia Cisalpina en Picenum. Het was de enige Romeinse stad in de vallei van de Cesano. 
Suasa lag aan het snijpunt van 2 zijwegen van de grote Via Flaminia; beide wegen hadden hun rol in de handel van Suasa. De Via Flaminia liep tussen Rome en Fanum Fortunae aan de Adriatische Zee. De eerste zijweg takte af aan Sentinum richting Suasa toe. De tweede zijweg was de Via Salaria Gallica. De Via Salaria Gallica vertrok op de Via Fiaminia in Forum Sempronii in het noorden en liep door Suasa naar Asculum Piceni in het zuiden, wat daar aansloot op de Via Salaria of Zoutweg naar Rome. Zo was het mogelijk om handelaars uit alle hoeken van Midden-Italië in Suasa te krijgen.
In de 1e eeuw v.Chr. breidde de stad Suasa uit. De stad mocht zich een municipium noemen. Ze had een Forum Romanum met handelspanden in 3 zuilengalerijen van het forum, vanaf de 1e eeuw n.Chr. De stad had ook een theater en een amfitheater. Er waren brede lanen met patriciërshuizen alsook villa’s aan de rand van de stad. 
In de periode van het christelijke Romeinse Rijk behoorde Suasa tot het bisdom Pesaro.
Met de invasie van de Ostrogoten in het Romeinse Rijk bleek hoe de vlotte toegang tot Suasa haar zwakte was. De niet-ommuurde stad in de breed glooiende vallei was niet te verdedigen. De laatste inwoners verlieten Suasa in het jaar 640.

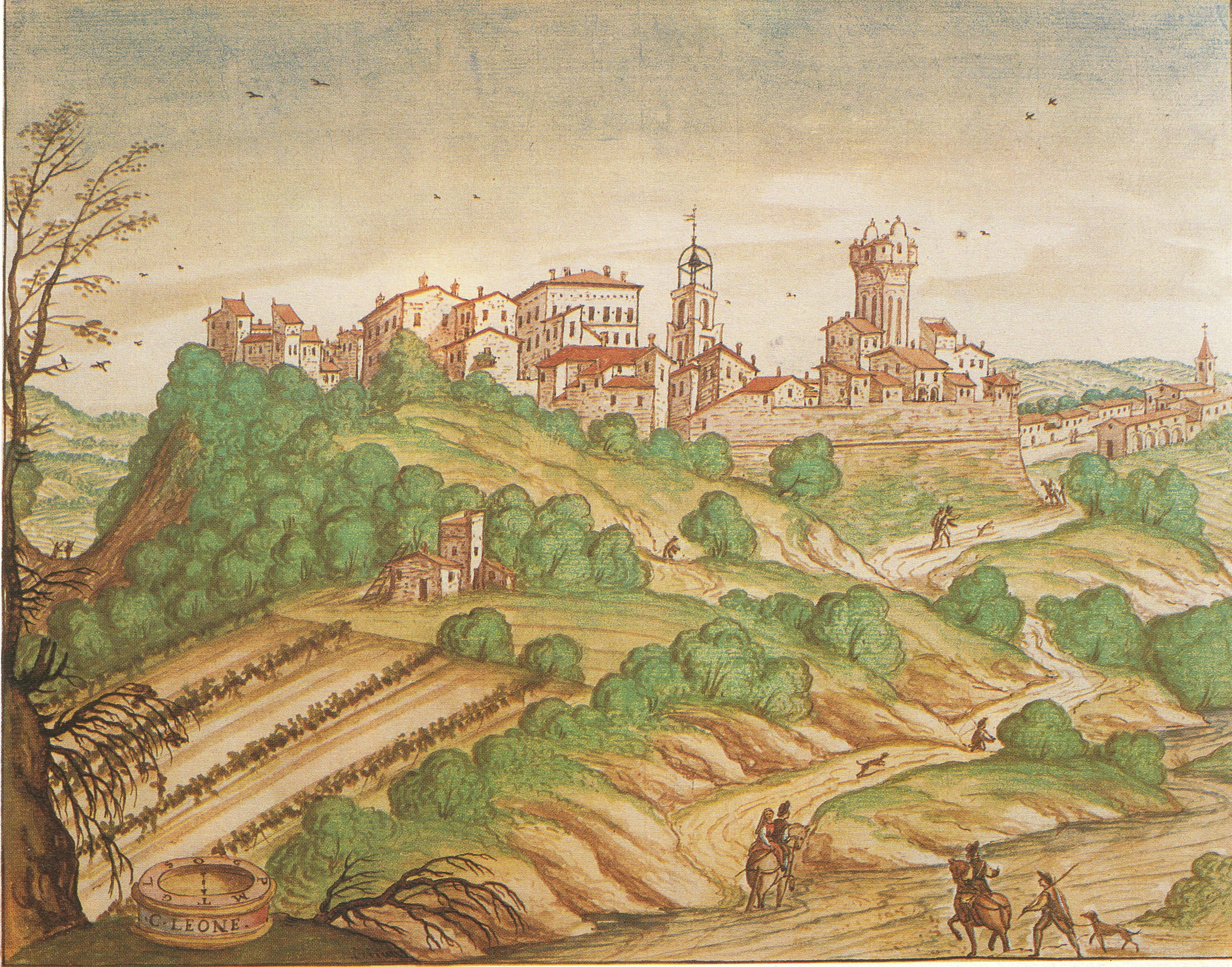
Het middeleeuwse Castelleone di Suasa

In de middeleeuwen werd een citadel hogerop de helling gebouwd, genoemd naar het Romeinse Suasa: Castelleone di Suasa. De Romeinse huizen werden vergeten voor zover de resten nog zichtbaar waren.
Pas in de jaren ’80 van de 20e eeuw stootten landbouwers op de Romeinse site. Dit kwam omdat ze toen zwaardere ploegmachines in dienst namen. De Universiteit van Bologna heeft de leiding over de archeologische site van Suasa. Het was aan onderzoekers mogelijk een virtuele reconstructie van Suasa te maken.